# Thuidium perscissum
Thuidium perscissum là một loài Rêu trong họ Thuidiaceae. Loài này được (Müll. Hal.) A. Jaeger miêu tả khoa học đầu tiên năm 1878.